# Svend Asmussen

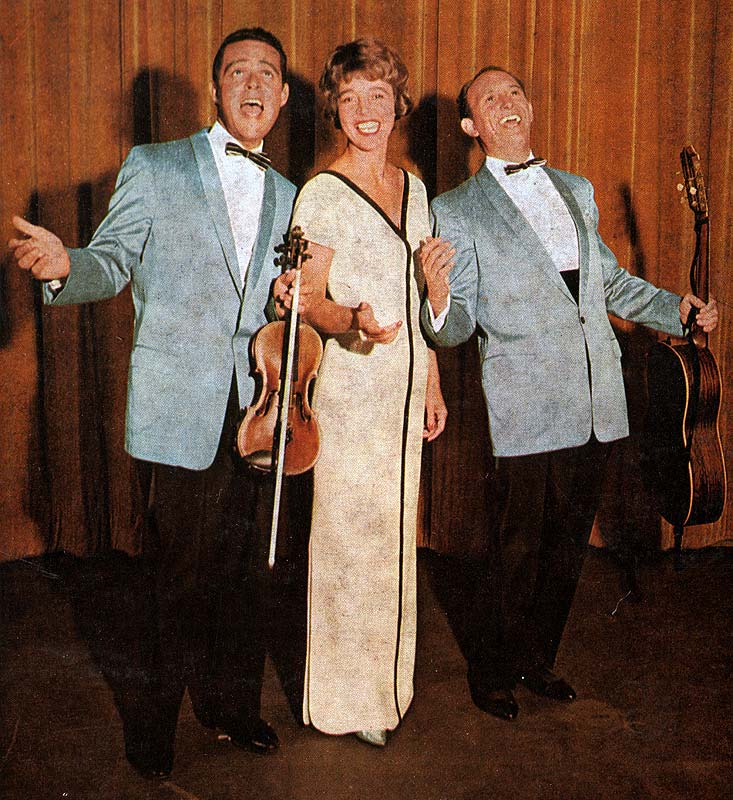
Trio Swe-Danes – od lewej: Svend Asmussen, Alice Babs i Ulrik Neumann, 1961

Svend Harald Christian Asmussen, ps. „Skrzypek Wiking” (ur. 28 lutego 1916 w Kopenhadze, zm. 7 lutego 2017 w Dronningmølle w gminie Gribskov) – duński muzyk, skrzypek i altowiolista jazzowy oraz kompozytor i piosenkarz.

## Życiorys
Pochodził z muzykalnej rodziny o korzeniach niemieckich. Miał trzech braci – Ernsta, Johana i Andreę, oraz siostrę – Grethe. Naukę gry na skrzypcach rozpoczął mając siedem lat. Muzyki przestał się uczyć w wieku lat szesnastu, chcąc rozpocząć występy w lokalnych zespołach amatorskich. W końcu lat 20. usłyszał nagrania amerykańskich jazzmanów – skrzypka Joego Venutiego i gitarzysty Eddiego Langa. Zafascynowany nimi, sam zaczął grać na skrzypcach jazz.
Rodzice pragnęli, żeby został rzeźbiarzem, rozpoczął więc naukę w Królewskiej Duńskiej Akademii Sztuk. Kiedy kierownik wydziału przeczytał w lokalnej gazecie, ile jego student zarabia grając w miejscowym lokalu, odradził mu niepewną finansowo karierę rzeźbiarza. Svend odszedł z akademii, lecz niezadowoleni rodzice skłonili go do podjęcia studiów stomatologicznych, ale i z tych szybko zrezygnował.
Karierę zawodową rozpoczął w 1933 jako wokalista, skrzypek i wibrafonista. W 1935 dokonał swoich pierwszych nagrań i w niedługim czasie zyskał w swoim kraju popularność. W tym okresie pracował na lądzie i morzu, grając m.in. na statkach wycieczkowych, oraz występując z śpiewaczką i tancerką Josephine Baker, pianistą Fatsem Wallerem i kwartetem wokalnym The Mills Brothers. W Danii poznał amerykańskiego skrzypka Stuffa Smitha, którego gra wywarła na nim duże i trwałe wrażenie.
Podczas II wojny światowej grał podziemne koncerty w jazzowym zespole Valdemara Eiberga. Jazz był w Danii zakazany przez niemieckiego okupanta. W 1943 został aresztowany przez Gestapo, lecz nieoczekiwanie zwolniony, szczęśliwie uniknął śmierci.
W 1948 otrzymał zaproszenie do zespołu od „Króla Swingu” Benny’ego Goodmana, który usłyszał jego nagrania. Wyjazd za ocean uniemożliwiła odmowa American Federation of Musicians (AFM) przyznania mu pozwolenia na pracę. W 1950 podczas wizyty koncertowej w Danii Goodman wysłuchał, zorganizowanego specjalnie dla niego, krótkiego występu grupy Asmussena, w której zagrali: saksofonista Zoot Sims, gitarzysta i harmonijkarz Toots Thielemans, pianista Dick Hyman oraz perkusista Ed Shaughnessy. Po swoim koncercie Goodman odbył długą rozmowę telefoniczną z prezesem AFM, chcąc zaprosić cały zespół do Stanów Zjednoczonych, ale i on spotkał się z odmową. Niemożność pracy w USA odebrała mu możliwość zdobycia sławy większej niż kontynentalna.
Pod koniec lat 50. założył trio wokalno–instrumentalne Swe-Danes z piosenkarzami – Szwedką Alice Babs i grającym na gitarze Ulrikiem Neumannem. Grupa, wykonująca repertuar musicalowy, odniosła sukces w Skandynawii. Później występował w duecie z Babs jako Alice & Sven. W tym okresie – nadal w Europie –  współpracował także z amerykańskimi gwiazdorami jazzu – pianistą Johnem Lewisem oraz bandliderami  Lionelem Hamptonem i Dukem Ellingtonem, który w 1963 zaprosił go do nagrania popularnej później płyty Jazz Violin Session. W jej powstaniu w Szwajcarii uczestniczyli także skrzypkowie Stéphane Grappelli i Ray Nance. Zrealizowano wówczas jeszcze jeden album koryfeuszy jazzowych skrzypiec. W wydanym w 1976 LP Jazz Violin Summit wzięli udział: Stuff Smith, Stéphane Grappelli i Jean-Luc Ponty. W 1966 wystąpił na międzynarodowym festiwalu w Sopocie, wykonując piosenki: Min violin og seg i Chłopcy z obcych mórz.
Mimo dawnych trudności, dotarł w końcu do USA. M.in. pojawił się w 1967 na festiwalu jazzowym w kalifornijskim Monterey. Zagrali z nim wtedy Ray Nance i Jean-Luc Ponty.
Sporadycznie komponował również muzykę do filmów. Razem z Ulrikiem Neumanem był twórcą muzyki do obrazu Kispus (1956), w którym także pojawił się w epizodycznej roli skrzypka. Występował i nagrywał jeszcze przez kilka dziesięcioleci do 2010. Mieszkał wtedy na Florydzie. 28 lutego 2016 dołączył do grona stulatków. Zmarł we śnie na trzy tygodnie przez 101. urodzinami.

### Małżeństwa i dzieci
Był dwukrotnie żonaty. Pierwszą małżonką była poślubiona w 1938 Annegrethe Thomassen (zm. 2000). Miał z nią syna – Clausa (ur. 1949), muzyka (gitarzystę i kompozytora) oraz aktora. Drugą żoną została w 2002 pięćdziesięciodziewięcioletnia wówczas Ellen Bick Meier, która pozostała z nim aż do jego śmierci.

## Wybrana dyskografia

### Jako lider i współlider
- 1955 Svend Asmussen Plays Hot Fiddle (Parlophone)
- 1961
  - Danish Imports – Svend Asmussen & Ulrik Neumann (Warner Bros.)
  - Evergreens (Telefunken)
- 1962 European Encounter – John Lewis & Sven Asmussen (Atlantic)
- 1963 Buddy Cole and Svend Asmussen (Warner Bros.)
- 1964 Alice & Svend – Scandinavian Songs with Alice and Svend (Swedisc)
- 1966 Swing with Svend – Svend Asmussen and Dieter Reith (Victoria)
- 1967 Violin Summit – Stuff Smith–Stephane Grappelli–Svend Asmussen–Jean-Luc Ponty (SABA)
- 1968 2 of a Kind – Stephane Grappelly & Svend Asmussen (Polydor)
- 1972 Äntligen! – Alice Babs & Svend Asmussen (RCA Victor)
- 1973 Toots & Svend (Sonet)
- 1976 Telemann Today – Svend Asmussen–Putte Wickmann–Ivan Renliden–Niels-Henning Ørsted Pedersen (Polydor)
- 1978
  - As Time Goes By – Lionel Hampton–Svend Asmussen  (Sonet)
  - Prize/Winners – Svend Asmussen–Kenny Drew–Niels-Henning Ørsted Pedersen–Ed Thigpen (Matrix)
- 1984 June Night (Doctor Jazz)
- 1989 Svend Asmussen at Slukafter with Arne Domnérus–Bengt Hallberg–Rune Gustafsson–Niels-Henning Ørsted Pedersen–Ed Thigpen (Phontastic)
- 1997 Fit as a Fiddle – Svend Asmussen Quartet (Dacapo)
- 2002 Still Fiddling (Storyville Records)
- 2009 Svend Asmussen – Makin’ Whoopee! ...and Music! (Arbors Records)
- 2011 The Jazz Man Hitler Failed to Silence (Roastin Records)[8]

### Jakosideman
Z Dukem Ellingtonem
- 1976 Duke Ellington’s Jazz Violin Session (Atlantic)

Z Bennym Goodmanem
- 2020 Benny Goodman – Live in Hamburg 1981 (Stockfisch Records)

Ze Stuffem Smithem
- 1991 Stuff Smith – Hot Violins (Storyville Records)

Zestawienie wg dat wydania płyt

## Linki zewnętrzna
- Svend Asmussen – dyskografia, Discogs